# Cupé
Cupé o coupé (del francés couper, «cortar»), es un tipo de carrocería de automóvil de dos o tres volúmenes y dos puertas laterales cada uno. Un cupé se denomina fastback o tricuerpo (notchback), según el ángulo que forma la luneta trasera con la tapa de la cajuela o del motor, también se utiliza para denominar vehículos cuyas puertas no presentan marcos para sus ventanillas. Los cupés, junto con los descapotables, forman el grupo de los automóviles deportivos.

## Contexto

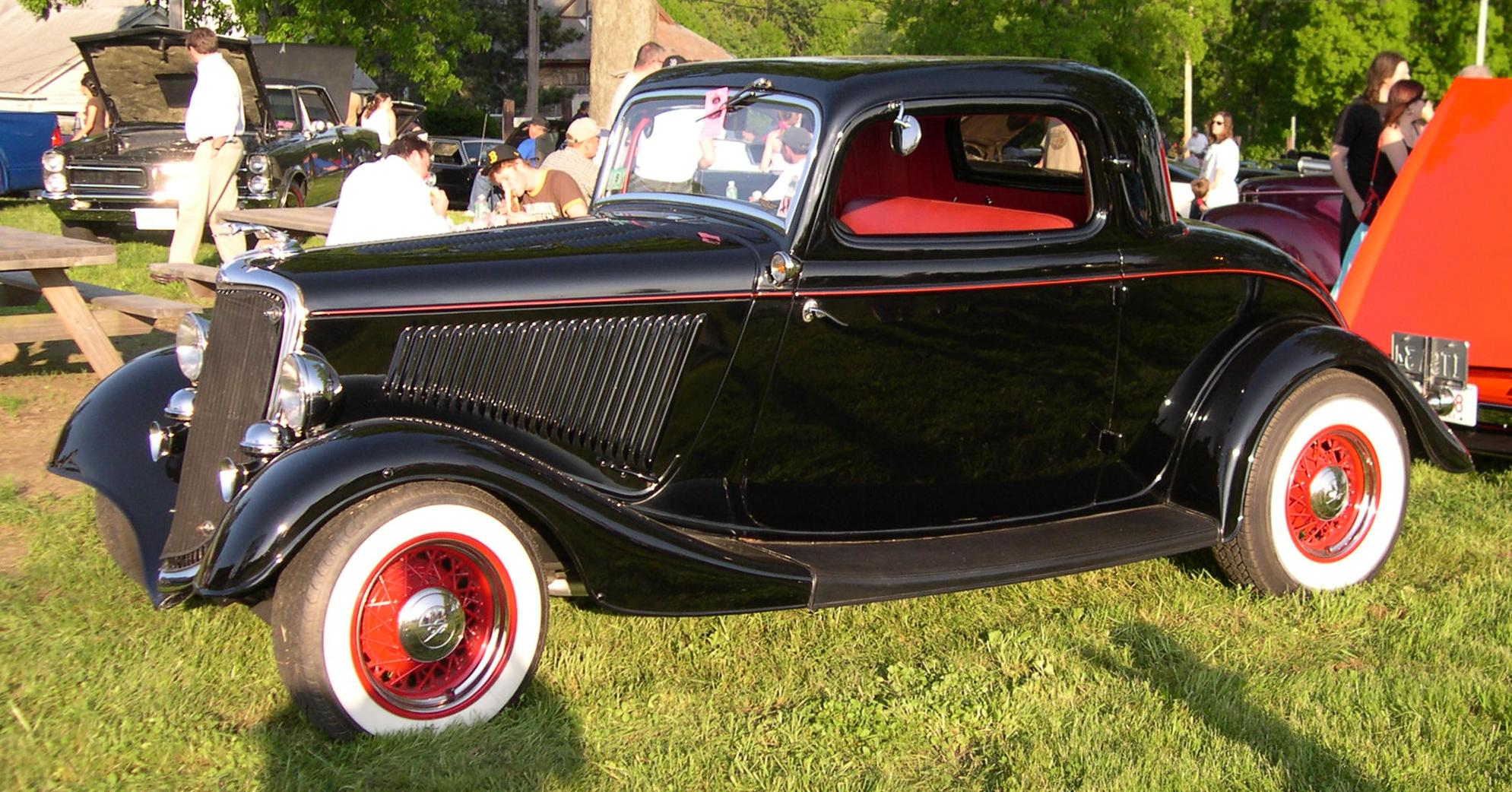
Ford cupé modelo 1934

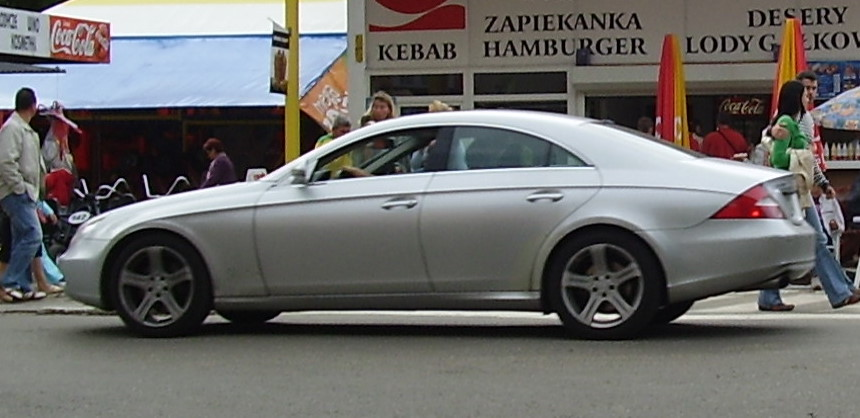
Como un artilugio de publicidad, Mercedes-Benz llama al CLS un cupé de cuatro puertas, pero en realidad es un lujoso sedán deportivo

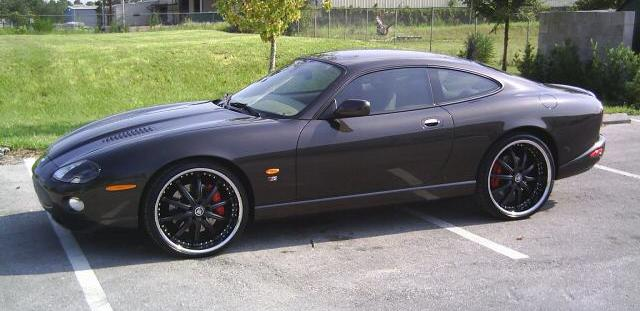
Jaguar XKR cupé

El término cupé tiene un uso más amplio o reducido según las marcas, los modelos y las modas. Así, algunos modelos con carrocería sedán de dos puertas o hatchback de tres puertas se publicitan erróneamente como cupé. Algunas veces es difícil distinguir entre un cupé y un sedán de dos puertas. Normalmente las marcas tienden a identificar como cupé a los modelos con aire deportivo.
Este es el término usado también en ruso y en ucraniano, así mismo procedente del francés. Probablemente, esto sucedió alrededor del siglo XVIII. Del lenguaje de Voltaire y Dumas, la palabra coupé, de la cual se originó el sustantivo ruso "coupe", que se traduce como "cortado o separado". El término se usó originalmente como un nombre para un carro doble. Sin embargo, cuando este tipo de transporte se hizo menos popular y luego desapareció por completo del uso, tal nombre eufónico comenzó a usarse para nombrar otros objetos. En el pasado se colocaban dos o como máximo tres asientos en un automóvil cupé. En ese sentido, los modelos modernos con dos puertas, por regla general, casi siempre disponen de cuatro asientos. Las excepciones son algunos coches de carreras o vehículos de colección vintage.
Históricamente los cupés casi siempre han tenido capacidad para dos o cuatro personas. Generalmente las plazas traseras son pequeñas y sirven para niños pequeños o para depositar objetos. Esta configuración de asientos se llama «2+2», ya que existen dos asientos legales en la parte trasera, pero son incómodos para viajes largos. En la primera década del siglo XXI han empezado a generalizarse los grandes sedanes de diseño cupé, pero con cuatro plazas reales y cuatro puertas de acceso. Ejemplos de esta carrocería son: el Porsche Panamera, el Mercedes-Benz Clase CLS, el Lamborghini Estoque, el Aston Martin Rapide o los Volkswagen Passat CC y Volkswagen CC.

## Etimología y significado
Como se indica anteriormente, solamente el término "cupé" está formalmente aceptado por la RAE, por lo tanto, la palabra "coupé" no tiene entrada, incluso siendo esta segunda grafía más habitual en el uso que la primera. El término proviene del francés coupé, cuyo significado es cortado (el infinitivo es couper que significa cortar). Llama la atención que la traducción o sinonimia que la RAE da para el término cupé es berlina, lo que evoca un coche de cuatro puertas. Atendiendo al origen etimológico y temporal de la palabra, se descubre que en origen el término era aplicado a los coches de caballos, en los que el coupé (el corte), aludía a los coches de cuatro plazas donde el habitáculo estaba recortado dejando dos plazas abiertas en la parte delantera, tanto para el conductor como un acompañante; y dos plazas cerradas en la parte trasera para los pasajeros. Al evolucionar los vehículos desde la tracción animal a la autopropulsión, generalizándose que el pasajero sea el propio conductor, se quedó como un vehículo de dos plazas y dos pasajeros.

### Berlinetta

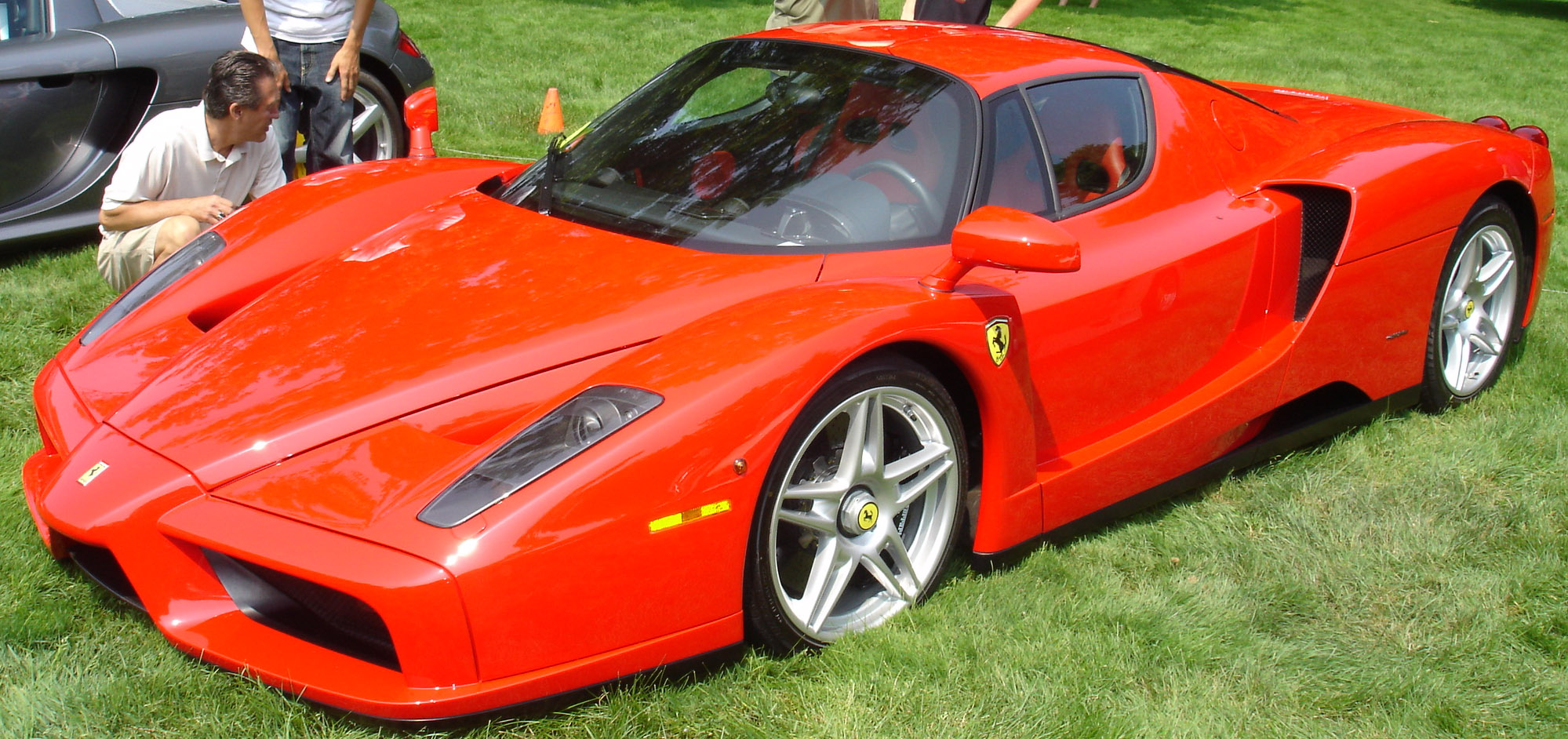
Ferrari Enzo, un ejemplo de coche con carrocería berlinetta.

"Berlinetta" (del italiano) es un término utilizado para designar un automóvil cupé, en contraposición al descapotable spyder o spider. Es derivado de berlina y sustancialmente sinónimo de "coupé", que se refiere generalmente a una carrocería de dos o cuatro plazas situadas en configuración 2+2 con dos puertas y dos ventanillas, que generalmente cuentan con características deportivas. En Francia este tipo de carrocería se denomina "demiberline". El término se hizo popular con su uso por Ferrari. Sin embargo, marcas europeas como Maserati, Opel, Alfa Romeo, entre otras, han producido también coches con esa denominación. El término fue utilizado también por el fabricante de automóviles estadounidense Chevrolet, como un recorte en el nivel de su modelo Camaro entre 1979 y 1986.